# Симандра
 Тази статия е за селото в Дем Мудания, Ном Халкидики.  За селото в община Гьокчелер, Ном Ксанти вижте Караджанлар.  
Сѝмандра (на гръцки: Σήμαντρα, до 1956 година Καρκάρα, Каркара) е село в Егейска Македония, Гърция, в дем Неа Пропонтида, административна област Централна Македония. Симандра има население от 2503 души (2001).

## География
Симандра е разположено в югозападната част на Халкидическия полуостров в южното подножие на планината Холомонда.

## История

### В Османската империя
Към 1900 година според статистиката на Васил Кънчов („Македония. Етнография и статистика“) в Каркара Махла живеят 562 жители турци.

### В Гърция
В 1912 година, по време на Балканската война, в Каркара влизат гръцки части и след Междусъюзническата война в 1913 година остава в Гърция. След Гръцко-турската война в 1922 година турското му население се изселва и на негово място са настанени гърци бежанци от кападокийското селище Семендере и от Артаки на Мраморно море.
В 1956 година селото е прекръстено на Симандра. В 2005 година Марк Янсе и Димитрис Папазахариу откриват в Симандра носители на кападокийския гръцки, смятан дотогава за изчезнал език.
| Име             | Име              | Ново име | Ново име | Описание                                     |
| --------------- | ---------------- | -------- | -------- | -------------------------------------------- |
| Каблеш          | Καμπλές          | Рема     | Ρέμα     | река на ЮИ от Симандра                       |
| Ески Къшлар     | Έσκή Κισλάρ      | Химадио  | Χειμαδιό | възвишение на СИ от Симандра (243,4 m)       |
| Портарияс Гьола | Παρταριάς Γικάλα | Портария | Πορταριά | местност на Ю от Симандра и на С от Портария |